# دینامیت (فیلم ۱۴۰۰)
دینامیت فیلمی ایرانی در ژانر کمدی به کارگردانی سید مسعود اطیابی و تهیه کنندگی سید ابراهیم عامریان و نویسندگی حمزه صالحی و شیما محمدبیگی محصول سال ۱۳۹۷ است. در این فیلم احمد مهران‌فر، پژمان جمشیدی، نازنین بیاتی، محسن کیایی، زیبا کرمعلی، نادر سلیمانی، مهدی فقیه و امید روحانی ایفای نقش می‌کنند. داستان این فیلم در مورد دو طلبه است که برای سکونت در تهران وارد آپارتمانی در بالاشهر تهران می‌شوند که سبک زندگی و عقایدشان متفاوت از بقیه ساکنان آن منطقه است.
دینامیت پس از ۳ سال توقیف سرانجام از ۱۰ تیر ۱۴۰۰ در سینماهای سراسر کشور اکران شد. بر روی نسخه نهایی این فیلم ۲۷ دقیقه سانسور اعمال شده است. دینامیت نقدهای ضد و نقیضی از طرف منتقدان دریافت کرد اما با موفقیت تجاری همراه بود و با فروش بیش از ۵۸ میلیارد تومان، پرفروش‌ترین فیلم دوران همه‌گیری کویید-۱۹ است.

## داستان
«دینامیت» روایت‌گر داستان دو طلبه جوان و هم‌درس به نام‌های هادی و محمد حسین است که در جست‌وجوی خانه‌ای برای سکونت در تهران هستند. آن‌ها پس از مدتی موفق به اجاره آپارتمانی در شمال شهر می‌شوند؛ آپارتمانی که در آن همسایگانی ساکن‌اند که سبک زندگی و عقایدشان به‌کلی با این دو طلبه در تعارض است. همسایه ساکن در یکی از واحدها پسری به نام اکبر است که امورات زندگی‌اش از فروش مشروبات الکلی و مواد مخدر می‌گذرد. همسایگان ساکن در واحد دیگر نیز دو خواهر خوشگذران به نام‌های ساناز و زیبا هستند که هر هفته در واحد خود پارتی و دورهمی برگزار می‌کنند. در طول همین مدت این همسایه‌ها به مشکلاتی برمی‌خورند که فیلم این مشکلات را روایت می‌کند. سبک این فیلم غالباً طنز درام اجتماعی با بن مایه سیاسی دوران است. این سبک‌ها را آن دو طلبه (پژمان جمشیدی و احمد مهرانفر) در فیلم بیشتر هدایت می‌کنند.

## بازیگران
| بازیگر       | نقش              |
| ------------ | ---------------- |
| احمد مهران‌فر | محمدحسین         |
| پژمان جمشیدی | هادی             |
| محسن کیایی   | اکبر فخار        |
| نازنین بیاتی | ساناز گودرزی     |
| زیبا کرمعلی  | زیبا گودرزی      |
| نادر سلیمانی | کریمی            |
| امید روحانی  | آقای گودرزی      |
| اردشیر کاظمی | آقای تیموری      |
| مهسا باقری   | عاطفه            |
| فاطمه مرتاضی | همسر آقای تیموری |
| محسن صوفی    | همسایه           |
| داوود شیرعلی | رئیس کلانتری     |

## ساخت
تیزر فیلم در تاریخ ۱ تیر ۱۴۰۰، همزمان با پیش خرید بلیت منتشر شد. تولید از ۱۳۹۷ شروع شد. سکانس‌های حضور مهدی فقیه نیز از فیلم حذف شده است.

## بازتاب‌ها
دینامیت اگرچه فروش خوبی کرد نقدهای عموماً ضعیف دریافت کرد. خبرگزاری تسنیم فیلم را کمیک و کلیشه بدون جذابیت و شامل شوخی‌های سطحی، دم‌دستی توصیف کرد و نوشت «دوره این فیلم‌ها به سرآمده است.» خبرگزاری ایمنا از فیلم انتقاد کرد اما بازی کرمعلی و بیاتی را تحسین کرد که «به بار کمدی دینامیت سر و سامان می‌دهد.»

### فروش
در شب اکران اول فیلم ۳۰ میلیون تومان فروش داشت. این فیلم حدود ۱۰ میلیارد بیشتر از گشت ارشاد ۳ فروخت و پرفروش‌ترین فیلم ۱۴۰۰ سینماهای ایرانی و سومین فیلم پرفروش سینمای ایران عنوان گرفت و رکورد قبلی مطرب را شکست.
۲۷ دقیقه از فیلم و سکانس آخر سانسور شده است.
دینامیت به خاطر وجود ویروس کرونا فروش خود را به ثلث رساند. وگرنه با در نظر گرفتن تورم پر فروش‌ترین فیلم تاریخ سینمای ایران می‌شد.